# Liste der Bourbaki-Seminare 1950 bis 1959
Die folgende Liste der Bourbaki-Seminare 1950 bis 1959 enthält die Vorträge im Séminaire Nicolas Bourbaki der Jahre 1950 bis 1959.
Die Auflistung erfolgt gemäß den Jahrgangs-Bänden, in denen sie herausgegeben wurden, hier den Bänden 3 bis 10. Es gibt für den angegebenen Zeitraum Überschneidungen zu der vorherigen und nachfolgenden Liste (die Seminare sind schon ab Nr. 24 von 1950 und ab Nr. 193 von 1960, aber einem anderen Band zugeordnet). Für die Liste der vorhergehenden Seminare Nr. 1 bis 32 siehe den Hauptartikel Séminaire Nicolas Bourbaki, für die nachfolgenden Seminare der 1960er Jahre siehe Liste der Bourbaki-Seminare 1960 bis 1969.

## 1950–51
- 33 Armand Borel, Sous-groupes compacts maximaux des groupes de Lie, d'après Cartan, Iwasawa et Mostow
- 34 Henri Cartan, Espaces fibrés analytiques complexes
- 35 Charles Ehresmann, Sur les variétés presque complexes
- 36 Samuel Eilenberg, Exposition des théories de Morse et Lusternik-Schnirelmann
- 37 Luc Gauthier, Quelques variétés usuelles en géométrie algébrique
- 38 Jean-Louis Koszul, Cohomologie des espaces fibrés différentiables et connexions, (Chern-Weil-Theorie)
- 39 Jean Delsarte, Nombre de solutions des équations polynomiales sur un corps fini, d'après A. Weil, (Weil-Vermutungen)
- 40 Jacques Dixmier, Anneaux d'opérateurs et représentations des groupes
- 41 Roger Godement, Théorie des caractères dans les groupes unimodulaires
- 42 Pierre Samuel, Théorie du corps de classes local selon G. P. Hochschild
- 43 Laurent Schwartz, Les théorèmes de Whitney sur les fonctions différentiables
- 44 Jean-Pierre Serre, Groupes d'homotopie
- 45 Armand Borel, Cohomologie des espaces homogènes
- 46 Samuel Eilenberg, Foncteurs de modules et leurs satellites, d'après Cartan et Eilenberg
- 47 Marc Krasner, Généralisations non-abéliennes de la théorie locale des corps de classes
- 48 Jean Leray, La résolution des problèmes de Cauchy et de Dirichlet au moyen du calcul symbolique et des projections orthogonales et obliques
- 49 Pierre Samuel, Sections hyperplanes des variétés normales, d'après A. Seidenberg

## 1951–52
- 50 Jacques Dixmier, Quelques résultats d'Harish-Chandra, I
- 51 Roger Godement, Les travaux de Hecke, I
- 52 Jacques-Louis Lions, Les travaux de Deny en théorie du potentiel
- 53 Pierre Samuel, Variété de Picard et groupe de Severi, d'après A. Néron
- 54 Jean-Pierre Serre, Utilisation des nouvelles opérations de Steenrod dans la théorie des espaces fibrés, d'après Borel et Serre
- 55 Dov Tamari, Machines logiques et problèmes de mots. I : Les machines de Turing (Turing-Maschinen)
- 56 Jean Braconnier, Sous-algèbres sous-invariantes d'une algèbre de Lie et tour des dérivations, d'après E. Schenkman
- 57 Jean Dieudonné, Groupes de Lie algébriques (Travaux de Chevalley)
- 58 Jacques Dixmier, Quelques résultats d'Harish-Chandra, II
- 59 Roger Godement, Les travaux de Hecke, II
- 60 André Lichnerowicz, Variétés localement kählériennes
- 61 Dov Tamari, Machines logiques et problèmes de mots. II : Problèmes de mots indécidables
- 62 Armand Borel, Les espaces hermitiens symétriques
- 63 Pierre Dolbeault, Le théorème de Riemann-Roch sur les surfaces kählériennes compactes, d'après K. Kodaira
- 64 Nathan Jacobson, Le problème de Kuroš
- 65 Bernard Malgrange, Equations de Sturm–Liouville
- 66 André Néron, L'arithmétique sur les variétés algébriques, d'après A. Weil
- 67 Laurent Schwartz, Les travaux de L. Gårding sur les équations aux dérivées partielles elliptiques

## 1952–53
- 68 François Bruhat, Représentations induites des groupes localement compacts
- 69 Alexander Grothendieck, Produits tensoriels topologiques et espaces nucléaires
- 70 Paul Jaffard, Les corps quasi-algébriquement clos, d'après S. Lang
- 71 Jean-Pierre Serre, Cohomologie et fonctions de variables complexes
- 72 André Weil, Variété de Picard et variétés jacobiennes
- 73 Henri Cartan, Mémoire de Gleason sur le cinquième problème de Hilbert, (5. Hilbert-Problem)
- 74 Roger Godement, Travaux de Hecke, III
- 75 Jean-Louis Koszul, Relations d'équivalence sur les courbes algébriques ayant des points multiples, d'après M. Rosenlicht
- 76 Michel Lazard, Groupes analytiques en caractéristique 0, (Formale Gruppen)
- 77 Jean-Pierre Serre, Cohomologie et arithmétique
- 78 René Thom, Sous-variétés et classes d'homologie des variétés différentiables
- 79 Jacques Dixmier, Fonctions sphériques, d'après R. Godement
- 80 Roger Godement, Travaux de Hecke, IV
- 81 Robert Lattès, Application de la théorie des semi-groupes à l'intégration d'équations aux dérivées partielles
- 82 Jean-Pierre Serre, Espaces fibrés algébriques, d'après A. Weil
- 83 André Weil, Sur la théorie du corps de classes

## 1953–54
- 84 Henri Cartan, Fonctions et variétés algebroïdes, d'après F. Hirzebruch
- 85 Robert Pallu de la Barrière, L'existence de sous-espaces stables, d'après J. Wermer
- 86 Pierre Samuel, Les fonctions holomorphes abstraites de Zariski
- 87 Laurent Schwartz, Solution élémentaire d'une équation aux dérivées partielles à coefficients constants d'après B. Malgrange
- 88 Jean-Pierre Serre, Travaux d'Hirzebruch sur la topologie des variétés
- 89 René Thom, Sur les variétés-bords, (Kobordismen-Theorie)
- 90 Roger Godement, Cohomologie des groupes discontinus
- 91 Alexander Grothendieck, La théorie de Fredholm
- 92 Jean-Claude Herz, Caractérisation des caractères des groupes finis, d'après R. Brauer
- 93 Jean-Louis Koszul, Les variétés jacobiennes généralisées, d'après M. Rosenlicht
- 94 André Néron, Le lemme d'Enriques-Severi, d'après O. Zariski
- 95 Jean-Pierre Serre, Faisceaux analytiques
- 96 Pierre Cartier, Représentations des groupes de Lie, d'après Harish-Chandra
- 97 Bernard Malgrange, Fonctions moyenne-périodiques, d'après J.-P. Kahane
- 98 Katsumi Nomizu, Quelques résultats en géométrie différentielle des espaces homogènes
- 99 Pierre Samuel, Travaux de Zariski sur le 14° problème de M. Hilbert
- 100 Jean-Pierre Serre, Représentations linéaires et espaces homogènes kählériens des groupes de Lie compacts, d'après Borel et Weil

## 1954–55
- 101 Marcel Berger, Groupes d'holonomie des variétés à connexion affine
- 102 Pierre Cartier, Développements de fonctions arbitraires suivant les fonctions propres d'un opérateur différentiel
- 103 Paul Jaffard, Anneaux d'adèles d'après Iwasawa
- 104 André Néron, Variétés abéliennes, d'après A. Weil
- 105 Jacques Riguet, Calcul différentiel libre, d'après Fox
- 106 Pierre Samuel, La jacobienne d'une courbe algébrique, d'après W. L. Chow
- 107 François Bruhat, Structure des algèbres de Lie semi-simples
- 108 Jean-Louis Koszul, Formes hermitiennes canoniques des espaces homogènes complexes, d'après Atiyah
- 109 Michel Lazard, Lois de groupes et analyseurs, (Formale Gruppen)
- 110 Jacques-Louis Lions, Problèmes aux limites relatifs à des équations de type elliptique
- 111 Jean-Pierre Serre, Le théorème de Brauer sur les caractères, d'après Brauer, Roquette et Tate
- 112 Jacques Tits, Groupes semi-simples complexes et géométrie projective
- 113 Alexander Grothendieck, Réarrangements de fonctions et inégalités de convexité dans les algèbres de von Neumann munies d'une trace
- 114 André Blanchard, Le plongement des variétés de Hodge dans des espaces projectifs complexes, d'après K. Kodaira
- 115 Henri Cartan, Sur un mémoire inédit de H. Grauert: "Zur Theorie der analytisch vollständigen Räume"
- 116 Pierre Cartier, Effacement dans la cohomologie des algèbres de Lie, d'après Hochschild et Koszul
- 117 Jacques-Louis Lions, Espaces de Beppo-Levi et quelques applications
- 118 Yozo Matsushima, Pseudo-groupes de Lie transitifs
- 119 Jacques Tits, Sous-algèbres des algèbres de Lie semi-simples, d'après V. Morozov, A. Malcev, E. Dynkin et F. Karpelevic

## 1955–56
- 120 Jean-Paul Benzécri, Théorie des capacités, d'après G. Choquet
- 121 Armand Borel, Groupes algébriques
- 122 François Bruhat, Prolongement des sous-variétés analytiques, d'après W. Rothstein
- 123 Jacques Dixmier, Travaux de Malgrange sur les équations aux dérivées partielles elliptiques
- 124 Paul Germain, Les équations du type mixte et le problème de Tricomi
- 125 Henri Cartan, Théorie spectrale des C-algèbres commutatives d'après L. Waelbroeck
- 126 Roger Godement, Représentations induites des groupes de Lie, d'après Bruhat
- 127 Paul Jaffard, Travaux de Krull sur les anneaux de Jacobson
- 128 Dominique Ruyer, Extensions résolubles des corps de nombres algébriques, d'après Iwasawa
- 129 Pierre Samuel, Travaux de Shimura et Taniyama sur la multiplication complexe
- 130 François Trèves, Thèse d'Hörmander, I
- 131 Roger Godement, Représentations induites des groupes semi-simples
- 132 Michel Hervé, Travaux de Koecher sur les formes modulaires
- 133 Jean-Pierre Serre, Théorie du corps de classes pour les revêtements non ramifiés de variétés algébriques, d'après S. Lang
- 134 René Thom, Les singularités des applications différentiables
- 135 François Trèves, Thèse d' Hörmander, II
- 136 André Weil, Multiplication complexe des fonctions abéliennes

## 1956–57
- 137 Henri Cartan, Espaces fibrés analytiques, d'après Grauert
- 138 Claude Chevalley, Le théorème fondamental de la multiplication complexe (Démonstration de Eichler)
- 139 Gustave Choquet, Existence et unicité des représentations intégrales au moyen des points extrémaux dans les cônes convexes, (Choquet-Theorie)
- 140 Jacques Dixmier, Travaux de Kadison sur les invariants unitaires
- 141 Alexander Grothendieck, Sur le mémoire de A. Weil: "Généralisation des fonctions abéliennes"
- 142 Armand Borel, Travaux de Mostow sur les espaces homogènes
- 143 François Bruhat, Travaux de Harish-Chandra
- 144 Roger Godement, Introduction aux travaux de A. Selberg
- 145 Pierre Samuel, Travaux de Rosenlicht sur les groupes algébriques
- 146 Jean-Pierre Serre, Critère de rationalité pour les surfaces algébriques, d'après K. Kodaira
- 147 Gustave Choquet, Les travaux de Nash et Kuiper sur le plongement isométrique des variétés riemanniennes dans l'espace euclidien, (Einbettungssatz von Nash)
- 148 Jacques Deny, Les deux aspects de la théorie du potentiel
- 149 Alexander Grothendieck, Théorèmes de dualité pour les faisceaux algébriques cohérents
- 150 Bernard Malgrange, Variétés analytiques réelles, d'après F. Bruhat, H. Cartan et B. Malgrange
- 151 André Weil, Sur le théorème de Torelli

## 1957–58
- 152 Claude Chevalley, La notion de correspondance propre en géométrie algébrique
- 153 Marcel Guillaume, Les tableaux sémantiques du calcul des prédicats restreint
- 154 Jean-Louis Koszul Fibrés vectoriels sur les courbes elliptiques, d'après Atiyah
- 155 Serge Lang, Familles algébriques de jacobiennes, d'après Igusa
- 156 John T. Tate, WC-groups over p-adic fields, (Weil-Châtelet-Gruppen über lokalen Körpern)
- 157 René Thom, La classification des immersions, d'après Smale
- 158 Claude Chevalley, La théorie des fonctions holomorphes de Zariski. Application au théorème de connexité
- 159 Jean Dieudonné, Extensions de représentations linéaires de groupes de Lie, d'après Hochschild et Mostow
- 160 Harish-Chandra Some applications of invariant differential operators on a semisimple Lie algebra
- 161 Laurent Schwartz, La fonction aléatoire du mouvement brownien
- 162 Jacques Tits, Les "formes réelles" des groupes de type {\displaystyle E_{6}}
- 163 Jean Braconnier, Sur les groupes de Lie compacts opérant dans une variété compacte, d'après G. Mostow
- 164 Pierre Cartier, Dualité des variétés abéliennes
- 165 Andrei Kolmogorov, Dimension linéaire des espaces vectoriels topologiques
- 166 Bernard Malgrange, Théorème de Frobenius complexe
- 167 Gorō Shimura, Fonctions automorphes et variétés abéliennes
- 168 André Weil, Modules des surfaces de Riemann

## 1958–59
- 169 Michel Demazure, Structure du groupe orthogonal, d'après T. Tamagawa
- 170 Albrecht Dold, Les foncteurs dérivés d'un foncteur non-additif
- 171 Roger Godement, Les fonctions zêta des algèbres simples, I
- 172 Michel Kervaire, L'homotopie stable des groupes classiques d'après R. Bott, (Periodizitätssatz von Bott)
- 173 François Norguet, Problème de Levi et plongement des variétés analytiques réelles, d'après H. Grauert
- 174 Jean-Pierre Serre, Classes des corps cyclotomiques, d'après K. Iwasawa, (Iwasawa-Theorie)
- 175 Jacques Dixmier, Solution négative du problème des invariants, d'après Nagata (14. Problem von Hilbert)
- 176 Roger Godement, Les fonctions zêta des algèbres simples, II
- 177 Friedrich Hirzebruch, A Riemann-Roch theorem for differentiable manifolds
- 178 Bernard Malgrange, Unicité du problème de Cauchy, d'après A. P. Calderón
- 179 Friedrich Mautner, Théorie des idéaux dans certaines algèbres d'un groupe
- 180 René Thom, Travaux de Milnor sur le cobordisme
- 181 Pierre Cartier, Vecteurs analytiques, d'après E. Nelson
- 182 Alexander Grothendieck, Géométrie formelle et géométrie algébrique
- 183 Jean Leray, Résidus, (Residuen in mehreren komplexen Variablen)
- 184 Jacques-Louis Lions, Equations de Navier-Stokes
- 185 Jean-Pierre Serre, Corps locaux et isogenies
- 186 André Weil, Adèles et groupes algébriques

## 1959–60
- 187 Jacques Deny, Formes et espaces de Dirichlet
- 188 Albrecht Dold, Structure de l'anneau de cobordisme, d'après les travaux de V. A. Rokhlin et de C. T. C. Wall
- 189 Adrien Douady, Cohomologie des groupes compacts totalement discontinus, d'après Tate
- 190 Alexander Grothendieck, Technique de descente et théorèmes d'existence en géométrie algébrique. I : Généralités. Descente par morphismes fidèlement plats
- 191 Jean-Louis Koszul, Travaux de B. Kostant sur les groupes de Lie semi-simples
- 192 Georges Reeb Sur les feuilletages analytiques
- 193 Shiing-Shen Chern, Les hypersurfaces dans l'espace euclidien
- 194 Jean Dieudonné, Les groupes simples déduits des algèbres de Lie simples complexes, d'après C. Chevalley
- 195 Alexander Grothendieck, Technique de descente et théorèmes d'existence en géométrie algébrique. II : Le théorème d'existence en théorie formelle des modules
- 196 Jacques-Louis Lions, Sur les théorèmes d'interpolation
- 197 Paul Malliavin, Calcul symbolique dans quelques algèbres de Banach
- 198 Jean-Pierre Serre, Rationalité des fonctions zêta des variétés algébriques, d'après Dwork
- 199 Pierre Cartier, Structures simpliciales
- 200 Jean-Pierre Kahane, Séries de Fourier aléatoires
- 201 Serge Lang, Le théorème d'irréductibilité de Hilbert
- 202 Jean Leray, Le problème de Cauchy dans le cas analytique linéaire
- 203 Bernard Malgrange, Division des distributions, d'après Lojasiewicz
- 204 Jean-Pierre Serre, Revêtements ramifiés du plan projectif, d'après Abhyankar